# Sfiștofca, Tulcea
Sfiștofca (în trecut Ortachioi) este un sat în comuna C.A. Rosetti din județul Tulcea, Dobrogea, România.

## Biserica
Biserica Acoperământul Maicii Domnului se află în centrul satului.

## Demografie
Satul este locuit în mare parte de lipoveni ruși.